# Бірюкова Олена Валеріївна
Олена Валеріївна Бірюкова (нар.. 7 листопада 1970, Мінськ) — російська, українська та білоруська акторка театру і кіно. Популярність здобула, зігравши в телевізійному серіалі «Саша + Маша».

## Життєпис
Народилася в родині службовців. Батько — Валерій Антонович, інженер. Мати — Ірина Олексіївна, інженерка. Сестра — Ганна, начальниця відділу кадрів.[джерело?]
1996 року закінчила Російський інститут театрального мистецтва (РАТІ) (майстерня Леоніда Хейфеца). 
До 2003 року працювала у Московському академічному театрі імені Володимира Маяковського.
Упродовж 2003—2005 рр. разом з Георгієм Дроновим знімалася в популярному телевізійному серіалі «Саша + Маша» . 
З 2004 року — акторка кіно і антрепризи. 
Знімається в рекламі.

## Особисте життя
- Перший чоловік (цивільний шлюб) — Олександр Романовський, рок-музикант з гурту «Діти лейтенанта Шмідта» (Мінськ). [2]
- Другий чоловік (цивільний шлюб) — Олексій Литвин, театральний режисер; від нього народила доньку — Олександру (1998 року).[2]
- Співмешкає з Іллєю Хорошиловим, бізнесменом; народила доньку — Аглаю (2012 року).

## Творчість

### Ролі в театрі

#### Театр імені Маяковського
- «Ящірка», Олександра Володіна — Ящірка.
- " Як вам це полюбиться ", Вільяма Шекспіра — Розалінда.
- «Пригоди Буратіно», Олексія Толстого — Лисиця Аліса.
- «Входить вільна людина», Тома Стоппарда — Флоранс.

#### Незалежний театральний проект
- «Боїнг-Боїнг», Марка Камолетті — Мері, Мішель.
- "Театр по правилам і без ", Майкла Фрейна — Вікі / Брук.
- " Дівчата з календаря ", Тіма Ферта — Бренда Галс, Леді Крейвеншір, Елен / Сілія.

#### Арт-Партнер XXI
- " Клінічний випадок ", Рея Куні — Джейн, Розмарі.
- «Блез», К. Маньє — Женев'єва.

ТА «Актор» / ВІП-Театр
- «Одного разу в Нью-Йорку, або Зірка Бродвею», Володимира Жаркова — Сара Байрон.
- «Астрономія пристрасті (Безіменна зірка)», Михаїла Себастьяна — Мадемуазель Куку, Мона.
- «Чоловіки за викликом», Ірини Міхеєчевої — Світлана.
- «Чарівний рогоносці», Сергія Куниці — Джуді Джеймсон.
- «Невгамовна авантюристка», Ж. Даніель — Клара.
- «Фатальна жінка», А. Ніколаї — Єва.
- «Курка (Великі інтриги маленького театру)», М. Коляда — Діана.

Інші
- " Не будіть сплячого коханця «, Сергія Ульєва — Лариса.
- „Інші (тріада, За зачиненими дверима)“, Жан-Поль Сартра — Інес Серано, Естель Ріго.
- „Одного разу спекотної вночі“, Мирослава Мітровіча — Лючія.
- „Декамерон“, Джованні Боккаччо — Амброджо, Дружина городянина.
- Наречений з того світу», Карло Ґольдоні — Беатріче.
- «Виховання Ріти», Віллі Рассела — Рита.
- «Справа в капелюсі», Едуардо Де Філіппо — Бьянка, Беттіна.
- «Весільна кадриль», Михайла Зощенка — Наречена.
- «Жінка, яка будує сходи в небо» — сольний концерт-спектакль.
- «Битва з екстрасенсом», О. Непахарєва — Ліда / Мама.
- «Чоловіки за графіком», К. Берга — Ганна.

### Фільмографія
- 2001 — Жовтий карлик — Іра (подруга Віки)
- 2003 — 2005 — Саша + Маша (телесеріал) — Маша
- 2005 — 2006 — Дідусь моєї мрії — мама (Олена Шевченко)
- 2007 — Ідеальна дружина — Віка, Вікторія, Віта, Вікуся, Вікторія Вєтрова
- 2008 — П'ятниця. 12 — дружина інспектора
- 2008 — Щасливі разом — сусідка Лєра (серія «Не паримося разом»)
- 2008 — Вторгнення — Людмила Бруснікіна
- 2008 — Дядько з Чикаго (короткометражка) — Таня
- 2010 — Кохання на сіні — Шура
- 2011 — Універ — Лариса Сергєєва, мама Саші
- 2011 — Одна за всіх — модниця Катюша
- 2011 — Салямі — Люся Стрєкалова (Стрекоза)
- 2011 — БАгИ — директорка
- 2012 — Військовий госпіталь — Маргарита, медсестра
- 2012 — Шукачі скарбів — ведуча телешоу
- 2012 — Кожен за себе — Наталя Грьоміна
- 2013 — Супер Макс — мама (Тетяна Олексіївна Жданова)
- 2014 — Селюк — Зоя, мати Ліди
- 2014 — Барс і Лялька — Тетяна Олександрівна, господарка квартири
- 2016 — Синхроністки — мама Ольги
- 2016 — Секретарка — Алла Бауер
- 2018 — Понаїхали — Марина
- 2018 — Нова людина

### Телепроєкти
- серпень-грудень 2017 року — Танці на льоду: Оксамитовий сезон — У парі з дворазовим Олімпійським чемпіоном з фігурного катання Артуром Дмитрієвим. [2]